# IAMX
IAMX – solowe przedsięwzięcie Chrisa Cornera.
Artysta wielokrotnie zapewniał, że IAMX bardzo różni się od jego prawdziwej osobowości i jest rodzajem quasi „gry”. Główne tematy muzyki IAMX stanowią: obsesje, poczucie wyobcowania, zawikłane związki międzyludzkie, biseksualizm, nietypowy seks, ateizm, śmierć, a w nieoczywistych aluzjach – polityka. Jak twierdzi, nawiązując do twórczości Federico Felliniego, „IAMX to nie glam”, „IAMX jest cyrkiem”.
Na pierwszych dwóch albumach IAMX pojawiła się znana z formacji Robots in Disguise wokalistka Sue Denim. Corner wyprodukował wcześniej dwa albumy Robots in Disguise. Wraz z Sue Denim, występując jako The Siblings, zremiksował utwór „Think Harder” grupy Sneaker Pimps.
Pierwszy koncert IAMX w Polsce odbył się 4 grudnia 2004 w Szczecinie. Był to koncert zamykający wspólną, jesienną trasę IAMX i grupy Client.

## Dyskografia

### Albumy długogrające
- 13 lipca 2004[2] – Kiss + Swallow
Pierwsza długogrająca płyta IAMX, wypełniona inspirowaną latami osiemdziesiątymi, mroczną, pełną erotyki muzyką elektroniczną.

- 28 kwietnia 2006[3] –  The Alternative.
Druga płyta studyjna, stylistycznie zbliżona do poprzedniego; wyróżnić można jednak położenie większego nacisku na grę gitary; płyta jest też nieco bardziej popowa.

- 14 listopada 2008[4] – Live in Warsaw
Album będący zapisem koncertu w studiu nagraniowym im. Agnieszki Osieckiej w radiowej Trójce, dnia 29 lipca 2007. Płyta została wydana jedynie w Polsce oraz była przez pewien czas dostępna za pośrednictwem Nineteen95.

- 19 maja 2009[5] – Kingdom of Welcome Addiction
Trzeci album studyjny IAMX, z gościnnym udziałem Imogen Heap w utworze „My Secret Friend”. Imogen jest współautorką tekstu tego utworu oraz wystąpiła w teledysku do niego nakręconym.

- 19 marca 2010[6] – Dogmatic Infidel Comedown OK
Płyta zawierająca covery i remiksy utworów z albumu Kingdom of Welcome Addiction[7]. Wśród artystów, których wkład znalazł się na płycie są m.in. Combichrist, Alec Empire, Andy LaPlegua i Aesthetic Perfection[7].

- 18 marca 2011[8] – Volatile Times
  - Album studyjny. Utwór otwierający płytę jest, cytując Cornera, „odą” do Christophera Hitchensa.
  - 2 września 2013 ukazała się specjalna edycja na rynek amerykański i kanadyjski[8]. Zremasterowane utwory z edycji europejskiej wzbogacono o utwory bonusowe i remiksy.

- 22 marca 2013[9] – The Unified Field
  - Współprodukcji płyty podjął się Jim Abbiss[9][10].

- 2 października 2015[11][12] – Metanoia

- 22 września 2017[13][14] – Unfall
Pierwszy w pełni instrumentalny album.

- 2 lutego 2018[15][16] – Alive in New Light (AINL)
Z gościnnym udziałem Kat Von D w czterech utworach[16].

- 13 marca 2020 Echo Echo[17]
Akustyczne wersje utworów znanych z poprzednich albumów.

- 19 listopada 2021 Machinate[18]
Album z nowymi kompozycjami, nagrany na żywo, w przeważającej części instrumentalny, nagrany na syntezatorach modularnych.

- 16 września 2022 Mile Deep Hollow Tour[19]
Nagrania z trasy koncertowej z 2019 roku.

- 12 maja 2023 Fault Lines¹[20][21]

- 30 sierpnia 2024 Fault Lines²[22][23][24]

### Minialbumy
- 20 grudnia 2008[25] – IAMIXED
EPka zawierająca remiksy utworów z płyty The Alternative w wykonaniu angielskich muzyków.

- 2 września 2016[26][27] – Everything Is Burning (Metanoia Addendum)
Minialbum w formie podwójnej płyty kompaktowej (drugi dysk zawiera remiksy utworów z albumu Metanoia)[26][27]

- 2025 - Unmask
Minialbum dostępny jedynie na europejskich koncertach promujących album Fault Lines²[28].

### Single
z albumu Kiss + Swallow:
- czerwiec 2004 – Your Joy Is My Low[29][30] (EPka wydana w Austrii, podczas trasy koncertowej, w limitowanym nakładzie 222 egzemplarzy[29]).
- 2004 – „Kiss + Swallow”[2] (EPka)
- 26 maja 2005[31] – „Your Joy Is My Low Remixes” (EPka wydana nakładem belgijskiej wytwórni w limitowanym nakładzie 500 egzemplarzy[31]).
- 2005 – „Missile” (wydany jedynie jako singel promocyjny, jednak piosenkę promowały aż dwa różne teledyski)

z albumu The Alternative:
- 2007 – „Nightlife”[32]
- 2006 – „Spit It Out”[33]
- 2008 – „President”[34]

z albumu Kingdom of Welcome Addiction:
- 2008 – „Think of England”[35]
- 2009 – „Tear Garden”[36] (EPka)
- 2008 – „My Secret Friend”[37]

z albumu Volatile Times:
- 2011 – „Ghosts of Utopia”[38]
- 29 lipca 2011 – „Bernadette”[39] (EPka); 16 września 2022 ukazała się poszerzona reedycja[40]
- 23 września 2011 – „Volatile Times”[41][42] (EPka; limitowany nakład 500 egzemplarzy[42])

z albumu The Unified Field:
- 3 grudnia 2012 – „The Unified Field / Quiet the Mind”[43]
- 8 marca 2013 – „I Come with Knives”[44] (wydany jedynie jako singel promocyjny, jednak piosenkę promował teledysk, którego datę premiery tu podano)

z albumu Metanoia
- 19 czerwca 2015 – „Happiness” (download)[45][46][47]
- 25 września 2015 – „Oh Cruel Darkness Embrace Me”[48] (download)[49][50]
- 19 lutego 2016 – „North Star” (download)[51][52]

z albumu Alive in New Light
- 2 marca 2018 – „Stardust” (download)[53][54]
- 14 grudnia 2018 – „Mile Deep Hollow” (download EP)[55]

z albumu Echo Echo:
- 2020 – „Surrender” (download)[56]

z albumu Machinate:
- 29 października 2021 – „Art Bleeds Money” (download)[57]

z albumu Fault Lines¹:
- 21 kwietnia 2023 – „The X ID” (download)[58][59][60]
- 4-5 maja 2023 – „Fault Lines” (EP, download)[61][62]

z albumu Fault Lines²
- 31 maja 2024: „Neurosymphony” (download)[63][64]

## Skład koncertowy
Muzycy ze "stałych" składów koncertowych biorą także udział m.in. w przygotowywaniu teledysków.
Muzycy wspierający Chrisa Cornera na koncertach:
Do roku 2006 przez skład koncertowy IAMX przewinęli się:
- Sue Denim i Dee Plume, czyli duet Robots in Disguise;
- Noel Fielding i Julian Barratt z grupy The Mighty Boosh;
- James Cook z grupy Nemo;
- Julia Davis.

Pod koniec roku 2006, w skład koncertowy IAMX wchodzili:
- Dean Rosenzweig – gitary i gitara basowa;
- Tom Marsh – perkusja;
- Janine Gezang – instrumenty klawiszowe, wokal wspierający, gitary i gitara basowa.

Od lutego 2010:
- Janine Gezang – instrumenty klawiszowe, wokal wspierający, gitary i gitara basowa;
- Alberto Álvarez – gitary, wokal wspierający, gitara basowa;
- Jon Harper – perkusja.

3 sierpnia 2010 podano informację, że perkusistę zastąpił automat perkusyjny.
Skład Fire & Whispers Tour 2011:
- Janine Gezang – instrumenty klawiszowe, wokal wspierający, gitara basowa;
- Alberto Álvarez – gitary, gitara basowa, wokal wspierający, perkusja;
- Caroline Weber – perkusja, instrumenty perkusyjne.

26 października 2012 podano informację, że Caroline Weber została zastąpiona przez Richarda Ankersa
Skład Animal Impulses Tour 2013:
- Janine Gezang – instrumenty klawiszowe, wokal wspierający, gitara basowa;
- Alberto Álvarez – gitary, gitara basowa, wokal wspierający, perkusja;
- Richard Ankers – perkusja, instrumenty perkusyjne;
- Sammi Doll – instrumenty klawiszowe, wokal wspierający.

Skład Metanoia Tour 2015:
- Janine Gezang – instrumenty klawiszowe, wokal wspierający, gitara basowa;
- Jon Siren – perkusja, instrumenty perkusyjne;
- Sammi Doll – instrumenty klawiszowe, wokal wspierający.